# Alessandro Grandi
Pour les articles homonymes, voir Grandi.
Alessandro Grandi mars 1590 - juin 1630, est un compositeur italien de la fin de la Renaissance et du début de la période baroque. De nouvelles recherches ont permis de préciser sa naissance, longtemps tenue hypothétique, en mars 1590 à Venise. Il meurt à Bergame en juin 1630.

## Biographie
Alessandro Grandi occupe le poste de maestro di cappella à Ferrare en 1597. En 1617, il est engagé dans les chœurs de la basilique Saint-Marc de Venise avant de devenir vice maestro di cappella et de seconder Monteverdi en 1620. Grandi fait alors exécuter ses œuvres sacrées, ce qui suscite une certaine rivalité entre lui et Monteverdi, d'autant que la musique de Grandi rencontre un succès qui lui vaut des adeptes. Ainsi, pendant son second séjour d'apprentissage à Venise, le compositeur allemand Heinrich Schütz subit son influence, comme le prouve sa composition intitulée O Jesu süß, her rein gedenkt (Symphoniæ Sacræ III, 1630), une parodie musicale du motet Lilia convallium, composé par Grandi en 1625. 
En 1627, Grandi est appelé à diriger les chœurs de la basilique Sainte Marie Majeure à Bergame (où il mourut de la peste avec sa famille). 
Spécialiste du motet concertant et du madrigal monodique, il est le premier à utiliser le terme cantate pour désigner certaines œuvres vocales (en l'occurrence des pièces monodiques en plusieurs strophes variées sur une même basse).

## Œuvres
- Messes, motets, 4 livres de Cantade et arie, 2 livres de Madrigalie concertati.

## Discographie
- Alessandro Grandi, Vulnerasti cor meum : Geistliche Musik ; Sacred Music, Elisabeth Scholl, Maria Cristina Kiehr (sopranos), René Jacobs, Andreas Scholl (altos), Gerd Türk, Otto Rastbichler (ténors), Ulrich Meßthaler (basse), Schola Cantorum Basiliensis, dir. René Jacobs, 1 CD, DHM 05472 77281 2, 1993 (OCLC 30423610)

## Sources
- Roland de Candé, Dictionnaire des compositeurs, Seuil, 500 p. (ISBN 2020253992)